# Робертс, Рэй
Рэй Робертс (28 марта 1913, Коллин, Техас — 13 апреля 1992, Дентон, Техас) — американский политический и общественный деятель. Член Палаты представителей США от 4-го округа Техаса с 1962 по 1981 год. Председатель Комитета по делам ветеранов (3 января 1975 — 3 января 1981).
В его честь названо водохранилище.